# ساندي إدواردز
ساندي إدواردز (بالإنجليزية: Sandy Edwards)‏ هي مصورة أسترالية، ولدت في 1948.